# Wojciech Niemiec
Wojciech Niemiec (ur. 21 października 1956 w Przemyślu, zm. 28 grudnia 2021) – polski piłkarz, który występował na pozycji obrońcy, przez wiele lat w Stali Stalowa Wola.

## Życiorys
Swoją karierę rozpoczął w Polonii Przemyśl, następnie przeniósł się do Stali Mielec z którą zdobył mistrzostwo Polski w 1976. W sezonie 1976/77 był piłkarzem Legii Warszawa, w której barwach rozegrał jedno spotkanie, strzelając gola w Pucharze Ligi przeciwko Stali Mielec. W sezonie 1977/1978 grał w bydgoskim Zawiszy i inowrocławskiej Goplanii.
W latach 1979–1990 był piłkarzem Stali Stalowa Wola. Był jej kapitanem w m.in. sezonie 1986/1987, który zakończył się historycznym awansem drużyny do Ekstraklasy. Na tym poziomie rozegrał dla klubu z Podkarpacia 26 spotkań. Jest uważany za jednego najlepszych piłkarzy w historii Stali Stalowa Wola.
Karierę piłkarską zakończył w sezonie 1993/1994 w Polonii Hamburg. W lipcu 2017 wystąpił w drużynie gwiazd Stali Stalowa Wola przeciwko gwiazdom Wisły Kraków, w towarzyskim meczu zorganizowanym w 30. rocznicę historycznego awansu Stali do Ekstraklasy.
Zmarł 28 grudnia 2021.